# Phantasm (film)
Phantasm is een Amerikaanse lowbudget horrorfilm uit 1979 van regisseur Don Coscarelli. De rolprent van ongeveer $300.000 over een lange, nachtelijke (bovennatuurlijke) grafschenner bleek het startpunt van een reeks vervolgen.

## Verhaal
Jody Pearson (Bill Thornbury) moet samen met zijn dertienjarige broertje Michael (Michael Baldwin) en vriend Reggie (Reggie Bannister) naar de begrafenis van een gezamenlijke vriend. Mike betrapt in het Morningside Funeral Home een vreemde, extreem lange medewerker (Angus Scrimm) terwijl die met opvallend veel gemak een doodskist met inhoud zijn wagen ingooit. Hij gaat op onderzoek uit en overtuigt bij thuiskomst zijn gezelschap dat er iets vreemds aan de hand is. Hij heeft de vinger van de 'Tall Man' bij in een soort gele smurrie, terwijl deze nog beweegt.
Wanneer het trio 's nachts op onderzoek uitgaat, zien ze de Tall Man op het kerkhof. Samen met een leger in bedekkende gewaden gehulde, moorddadige, dwergwezens (gespeeld door kinderen) is hij op jacht naar verse lijken, waar hij met een kunststof slang het gele goedje uit zal blijken te halen. Wanneer de Tall Man in de gaten krijgt dat er pottenkijkers aanwezig zijn, schroomt hij niet om zelf voor meer lijken te zorgen. Zijn mysterieuze vliegende zilveren ballen, richten het ene bloedbad na het andere aan. Wanneer deze iemand achterhaald hebben, stoten ze metalen zagen en boren uit die zich in de hersens van hun slachtoffers werken. De Tall Man blijkt zelf ook niet bepaald menselijk: verwondingen doen hem niet bloeden, maar het gele goedje lekken, zijn voedingsbron.

## Rolverdeling
| Acteur             | Personage              |
| ------------------ | ---------------------- |
| Angus Scrimm       | 'Lange Man' (Tall Man) |
| A. Michael Baldwin | Michael (Mike) Pearson |
| Bill Thornbury     | Jody Pearson           |
| Reggie Bannister   | Reggie                 |
| Kathy Lester       | Dame in lavendel       |
| Kenneth V. Jones   | Kerkhof onderhouder    |
| Lynn Eastman-Rossi | Sally                  |
| David Arntzen      | Toby                   |
| Bill Cone          | Tommy                  |

## Vervolgen
- Phantasm II (1988)
- Phantasm III: Lord of the Dead (1994)
- Phantasm IV: Oblivion (1998)
- Phantasm: Ravager (2016)

Regisseur Coscarelli zat voor de eerste drie van de vier vervolgdelen wederom in de regisseursstoel. 'Tall man' Scrimm keerde in elk deel terug als antagonist.

## Trivia
- De filmtitel werd ontleend aan de Amerikaanse schrijver Edgar Allan Poe, die het woord phantasm regelmatig gebruikte in zijn gedichten.
- In de film zitten verschillende verwijzingen naar Dune.